# Àngel Ferran i Coromines
Àngel Ferran i Coromines (Palafrugell, 1892 – Tolosa de Llenguadoc, 1971) fou un periodista i dibuixant palafrugellenc. És considerat un personatge reconegut en el periodisme humorístic català. Havia estudiat la carrera de mestre, però es va dedicar de ple al periodisme. Va ingressar al diari republicà La Publicidad l'any 1914, als 22 anys, on es va ocupar de la informació municipal, fins al seu tancament l'any 1939.
Va treballar en publicacions humorístiques com El Be Negre, va publicar contes i va escriure la comèdia Perquè demà surti el sol, que es va representar al Teatre Poliorama. També va col·laborar en La Publicitat, D'Ací i d'Allà i El Senyor Daixonses i la Senyora Dallonses. Ja a l'exili, va continuar treballant en el periodisme a Montpeller i a Tolosa de Llenguadoc.